# Carlecotes
Carlecotes – wieś w Anglii, w hrabstwie ceremonialnym South Yorkshire, w dystrykcie metropolitalnym Barnsley. Leży 24 km na północny zachód od miasta Sheffield i 249 km na północny zachód od Londynu.